# Коли
 Тази статия е за породата кучета.  За етническата група в Индия вижте Коли (народ).  За италианското село вижте Коли (Италия).
Коли (на английски: Rough Collie), също Дългокосместо коли (на английски: Long-Haired Collie), е порода кучета, водеща началото си от овчарските кучета в Шотландия и Уелс. Колито е сравнително древна порода. Заради по-хладния климат се появява и дългият им косъм. Колито е семейно куче и е много желано като домашен любимец. Поддава се на дресировка.
Цветът на кучето е от бял до много тъмнокафяв и лек нюанс на оранжавеещо. Породата става по-известна с романа на Ерик Найт – Ласи, чийто главен герой е куче от породата Коли.

## Общи сведения[2]
Общият вид изразява горда и благородна осанка. Телосложението е хармонично и съразмерно развито. Главата е дълга, тясна, с клиновидна форма. Няма изразен стоп (преходът от челото към муцуната е плавен). Носната гъба задължително е черна независимо от цвета на козината. Челюстите са с ножицовидна захапка. Ушите са високо поставени, стърчащи нагоре, но в горната третина са прегънати напред. Очите са средно големи, с бадемовидна форма, странично поставени, с тъмнокафяво оцветяване. Шията е дълга и добре замускулена. Гърбът е прав и умерено широк. Коремът е прибран. Крайниците са прави, здрави и добре замускулени. Опашката е отпусната надолу, има саблевидна форма и на дължина достига скакателните стави. При възбудено състояние се повдига до нивото на гръбната линия. Космената покривка е дълга, гъста и твърда, особено обилна на гърдите (образува подобие на грива и жабо), коремната област и опашката. Подкосмието е много гъсто и плътно. Окраската е двуцветна (от златисто-бяла до червеникаво-бяла) и трицветна (основно черна или сивомраморирана с бяло и подпали). Характерен белег са белите петна по шията, долната част на гърдите, крайниците и края на опашката. Колито е предразположено към очни проблеми, артрит и дисплазия на тазобедрената става, а средната продължителност на живота му е около 14 – 16 години.

### Тегло
м. 20,5 – 29,5 кг 
ж. 18 – 25 кг

### Височина на холката
м. 56 – 61 см >
ж. 51 – 56 см

## Темперамент
Дългокосместото коли се отличава със забележителна смелост и встъпва в единоборство дори с вълци. Тъй като притежава изключителен интелект, днес чрез продължителна селекция са получени специализирани кучета, които по команда или жест на овчаря подгонват изоставащи овце, събират стадото в група, намират изгубени овце, подкарват стадото в желана посока, като могат да го преведат през точно определени места (при къпане, стрижба, доене и при ветеринарно профилактични мероприятия). В Шотландия и до днес по традиция пастирите провеждат с такива кучета ежегодни състезания по тези показатели. С подкупващата си красота, добронамереност, спокоен нрав и изключителен интелект дългокосместото коли е много предпочитано сред любителите като домашно куче, отличаващо се с голямо послушание и завидна преданост. Освен голяма подвижност, колито притежава изключителна интуиция, то бързо отгатва настроението на своя господар и веднага променя своето поведение, за да бъде в синхрон с него. Спокойствието, добротата и търпението му го правят истински приятел на децата. На него може да се разчита и като пазач, понеже притежава развито чувство за дълг.